# Streblosa anambasica
Streblosa anambasica är en måreväxtart som beskrevs av Cornelis Eliza Bertus Bremekamp. Streblosa anambasica ingår i släktet Streblosa och familjen måreväxter. Inga underarter finns listade i Catalogue of Life.